# Hexacorallia
Hexacorallia vormen een onderklasse van de klasse bloemdieren.  Onder deze onderklasse vallen verschillende orden van zeeanemonen, anemoonachtigen en de rifbouwende steenkoralen. De onderklasse bevat ruim 3200 in de wetenschappelijke literatuur beschreven soorten.

## Kenmerken
Het zijn poliepen met 6 of een veelvoud daarvan, doorgaans onvertakte tentakels. De maagholte is verdeeld door veelvouden van zes schotten die paarsgewijs staan.

## Orden
- Actiniaria (Zeeanemonen)
- Antipatharia (Zwarte of Doornkoralen)
- Corallimorpharia
- Rugosa †
- Scleractinia (Rifkoralen)
- Zoantharia (Korstanemonen)